# DarkSky International
DarkSky International, anteriormente International Dark-Sky Association ( IDA ),  es una organización sin fines de lucro con sede en Estados Unidos fundada en 1988 por David Crawford, un astrónomo profesional, y Tim Hunter, un médico y astrónomo aficionado. La misión de DarkSky es "preservar y proteger el entorno nocturno y nuestro patrimonio de cielos oscuros a través de una iluminación exterior de calidad". 
La contaminación lumínica es el resultado de una iluminación exterior que no está protegida adecuadamente, permitiendo que la luz brille en los ojos y en el cielo nocturno . La luz directa que brilla en los ojos se llama resplandor, y la luz dirigida al cielo nocturno por encima del horizonte causa resplandor celestial . La iluminación también puede provocar una intrusión de luz cuando entra en zonas no deseadas (por ejemplo, el patio y las ventanas de un vecino). DarkSky es la primera y actualmente la mayor organización del movimiento dark-sky .

## Enfoque principal
El enfoque principal de DarkSky es generar conciencia sobre el valor de los cielos nocturnos oscuros y llenos de estrellas y fomentar su protección y restauración a través de la educación sobre los problemas y las soluciones, incluidas prácticas de iluminación exterior que generan menos contaminación lumínica. En 2011, la organización tenía alrededor de 5.000 miembros en 70 países.

## Lugares internacionales de cielo oscuro
Para promover la conciencia sobre los problemas, DarkSky tiene un programa internacional de lugares de cielo oscuro que tiene como objetivo "alentar a las comunidades, parques y áreas protegidas de todo el mundo a preservar y proteger los sitios oscuros a través de políticas de iluminación responsables y educación pública". Actualmente existen cinco tipos de designación para Lugares Internacionales de Cielo Oscuro: 
- - International Dark Sky Sanctuaries
  - International Dark Sky Parks
  - International Dark Sky Reserves
  - International Dark Sky Communities
  - Urban Night Sky Places

### International Dark Sky Sanctuaries
DarkSky describe los Santuarios de Cielo Oscuro como "los lugares más remotos (y a menudo más oscuros) del mundo cuyo estado de conservación es más frágil".
- ! ¡Ay! Parque patrimonial Hai Kalahari Sudáfrica, designada en 2019
- Aotea / Isla Gran Barrera de Nueva Zelanda, designada en 2017 [4]
- Outback de Oregón, Oregón, Estados Unidos, designado en 2024 [5] [6]
- Área Silvestre Boundary Waters Canoe, Minnesota, Estados Unidos, designada en 2020
- Área de investigación de vida silvestre estatal de las islas Beaver [7]
- Campamento Cósmico Estados Unidos, designado en 2016
- Área Natural Estatal del Río Devils – Unidad Del Norte, Estados Unidos, designada en 2019
- Isla Bardsey/Ynys Enlli – Gales (Reino Unido), designada en 2023 [8]
- Gabriela Mistral Santuario del Cielo Oscuro Valle del Elqui, Chile, designado 2015
- Monumento Nacional Bosques y Aguas Katahdin, Estados Unidos, designado en 2020
- Área de estudio silvestre Massacre Rim, condado de Washoe, Nevada, Estados Unidos, designada en 2019
- Parque estatal Medicine Rocks, Estados Unidos, designado en 2020
- Niue, designado en 2020: el primer país entero en ser designado. [9]
- Islas Pitcairn designadas en 2019 [10]
- Monumento Nacional Puente del Arcoíris, Estados Unidos, designado en 2018
- Isla Stewart/Rakiura Nueva Zelanda, designada en 2019 [11]
- El Jump-Up Queensland, Australia, designado 2019 [12]
- Santuario de cielo oscuro de Kaikōura, Nueva Zelanda, designado en 2024 [13]

### International Dark Sky Parks
- Natural Bridges National Monument, Utah, United States, designated 2006
- Cherry Springs State Park, Pennsylvania, United States, designated 2008
- Galloway Forest Park, Scotland, United Kingdom, designated 2009
- Zselic National Landscape Protection Area, Hungary, designated 2009
- Clayton Lake State Park, New Mexico, United States, designated 2010
- Goldendale Observatory State Park, Washington, United States, designated 2010, suspended 2016, revoked 2017
- Hortobágy National Park, Hungary, designated 2011
- The Headlands, Michigan, United States, designated 2011
- Observatory Park, Ohio, United States, designated 2011
- Big Bend National Park, Texas, United States, designated 2012
- Big Bend Ranch State Park, Texas, United States, designated 2017[14]
- Death Valley National Park, California, United States, designated 2013
- Chaco Culture National Historical Park, New Mexico, United States, designated 2013
- Northumberland National Park, England, United Kingdom, designated 2013
- Eifel National Park, Germany, designated 2014
- Mayland Community College Blue Ridge Observatory and Star Park, North Carolina, United States, designated 2014
- Grand Canyon-Parashant National Monument, Arizona, United States, designated 2014
- Hovenweep National Monument, Utah and Colorado, United States, designated 2014
- Copper Breaks State Park, Texas, United States, designated 2014
- Enchanted Rock State Natural Area, Texas, United States, designated 2014
- Elan Valley Estate, Wales, United Kingdom, designated 2015[15]
- Yeongyang Firefly Eco Park, Yeongyang, South Korea, designated 2015[16]
- Mayo International Dark Sky Park, County Mayo, Ireland, designated 2016[17][18]
- Warrumbungle National Park, New South Wales, Australia, designated 2016[19][20]
- Dead Horse Point State Park, Utah, United States, designated 2016
- Wupatki National Monument, Arizona, United States, designated 2016
- Walnut Canyon National Monument, Arizona, United States, designated 2016
- Sunset Crater National Monument, Arizona, United States, designated 2016
- Waterton-Glacier International Peace Park, Alberta, Canada and Montana, United States, designated 2017[21]
- Ramon Crater, Negev Desert, Israel, designated 2017[22]
- Kartchner Caverns State Park, Arizona, United States, designated 2017[23]
- Joshua Tree National Park, California, United States, designated 2017
- Newport State Park, Wisconsin, United States, designated 2017
- Craters of the Moon National Monument and Preserve, Idaho, designated 2017
- Obed Wild and Scenic River, Tennessee, United States, designated 2017
- Anza-Borrego Desert State Park, California, United States, designated 2018[24]
- Iriomote-Ishigaki National Park, Okinawa Prefecture, Japan, designated 2018
- Steinaker State Park, Utah, United States, designated 2018
- Middle Fork River Forest Preserve, Illinois, United States, designated 2018
- Grand Canyon National Park, Arizona, United States, designated 2019
- Great Sand Dunes National Park and Preserve, Colorado, United States, designated 2019[25]
- Hehuan Mountain, Nantou County, Taiwan, designated 2019[26]
- El Morro National Monument, New Mexico, United States, designated 2019[27]
- Kōzu-shima, Tokyo Metropolis, Japan, designated 2020
- Wai-iti Dark Sky Park, New Zealand, designated 2020[28]
- Quetico Provincial Park, Ontario, Canada, designated 2021[29]
- Valles Caldera National Preserve, New Mexico, United States, designated 2021[30]
- Sky Meadows State Park, Virginia, United States, designated 2021
- City of Rocks National Reserve, Idaho, United States, designated 2023[31]
- Aenos National Park, Cephalonia, Greece, designated 2023[32]
- Oxford Forest Conservation Area, North Canterbury, New Zealand, designated 2024[33]
- Kawarau Gibbston Dark Sky Park, Queenstown-Lakes District, New Zealand, designated 2024[34]
- Øvre Pasvik National Park, Sør-Varanger, Norway, designated 2024[35]

### International Dark Sky Reserves (Reservas internacionales de cielo oscuro)
La IDA describe las Reservas de Cielo Oscuro como "zonas 'centrales' oscuras rodeadas por una periferia poblada donde se implementan controles políticos para proteger la oscuridad del núcleo".
- Reserva Internacional de Cielo Oscuro Aoraki Mackenzie, Isla Sur, Nueva Zelanda, designada en 2012 [36]
- Parque Nacional de Brecon Beacons, Gales, Reino Unido, designado en 2013
- Reserva de Cielo Oscuro del Centro de Idaho, Idaho, Estados Unidos, designada en 2017
- Parque Nacional Exmoor, Inglaterra, Reino Unido, designado en 2011
- Reserva Internacional de Cielo Oscuro de Kerry, Condado de Kerry, Irlanda, designada en 2014
- La Reserva de Mont-Mégantic, Quebec, Canadá, designada en 2008
- Reserva de Moore (South Downs), Inglaterra, designada en 2016
- Reserva Natural NamibRand, Namibia, África, designada en 2012
- Pic du Midi, Francia, designado en 2013
- Reserva de la Biosfera del Rhön, Alemania, designada en 2014
- Reserva Internacional de Cielo Oscuro del Río Murray, cerca de Swan Reach, Australia del Sur, designada en 2019 [37]
- Parque Nacional de Snowdonia, Gales, designado en 2015
- Parque Natural de Westhavelland, Alemania, designado en 2014
- Reserva de cielo oscuro de Wairarapa, Nueva Zelanda, designada en 2023 [38]

### International Dark Sky Communities (Comunidades internacionales de cielo oscuro)
DarkSky describe a Dark Sky Communities como "ciudades y pueblos legalmente organizados que adoptan ordenanzas de iluminación exterior de calidad y realizan esfuerzos para educar a los residentes sobre la importancia de los cielos oscuros".
- Flagstaff, Arizona, Estados Unidos, designada en 2001
- Borrego Springs, California, Estados Unidos, designado en 2009
- Sark, Islas del Canal, designado en 2011
- Homer Glen, Illinois, Estados Unidos, designado en 2011
- Coll en las Hébridas Interiores de Escocia, designada en 2013 [39]
- Dripping Springs, Texas, Estados Unidos, designado en 2014
- Beverly Shores, Indiana, Estados Unidos, designada en 2014 [40]
- Sedona, Arizona, Estados Unidos, designada en 2014 [41]
- Westcliffe y Silver Cliff, Colorado, Estados Unidos, designados en 2015 [42]
- Thunder Mountain Pootsee Nightsky, Arizona, Estados Unidos, designado en 2015 [43]
- Bon Accord, Alberta, Canadá, designado en 2015 [44]
- Bahía Horseshoe, Texas, designada en 2015
- Moffat, Escocia, designada en 2016
- Gran parque/pueblo de Oak Creek, Arizona, designado en 2016
- River Oaks, Texas, Desarrollo Distinguido para el Cielo Oscuro, designado en 2017
- Ketchum, Idaho, designado en 2017
- Møn, Dinamarca y Nyord, Dinamarca, designados en 2017
- Fountain Hills, Arizona, designada en 2018
- Torrey, Utah, designada en 2018
- Camp Verde, Arizona, designado en 2018
- Wimberley y Woodcreek, Texas, designados en 2018
- Lakewood Village, Texas, designado en 2020
- Crestone, Colorado, designado en 2020 [45]
- Groveland, Florida, designado en 2023

### Urban Night Sky Places (Lugares urbanos del cielo nocturno)
DarkSky describe los Lugares Urbanos de Cielo Nocturno como "sitios cercanos o rodeados de grandes entornos urbanos cuya planificación y diseño promueven activamente una auténtica experiencia nocturna en medio de una importante luz artificial por la noche, y que de otro modo no califican para la designación dentro de ninguna otra categoría internacional de Lugares de Cielo Oscuro".
- Parque familiar Fry, Ohio, EE. UU., designado en 2021
- Reservas Palos, Illinois, EE. UU., designada en 2021
- Shield Ranch Barton Creek, Texas, EE. UU., designado en 2024
- Parque Stacy, Misuri, EE. UU., designado en 2021
- Parque estatal Thousand Hills, Misuri, EE. UU., designado en 2024
- Monumento Nacional Cueva de Timpanogos, Utah, EE. UU., designado en 2020
- Refugio Nacional de Vida Silvestre Valle de Oro, Nuevo México, EE. UU., designado en 2019

## Fixture Seal of Approval (Sello de aprobación de luminarias)
Para promover el uso de iluminación exterior responsable que minimice la contaminación lumínica, DarkSky ofrece un programa de Sello de Aprobación de Luminarias. El programa proporciona una certificación objetiva de terceros para productos de iluminación que minimizan el deslumbramiento, reducen la intrusión de luz y no contaminan el cielo nocturno. 